# Paramesotriton labiatus
Espèce
Synonymes
- Molge labiatum Unterstein, 1930
- Pachytriton labiatus (Unterstein, 1930)
- Paramesotriton ermizhaoi Wu, Rovito, Papenfuss & Hanken, 2009

Paramesotriton labiatus ou Triton à queue en pagaie est une espèce d'urodèles de la famille des Salamandridae.

## Répartition
Cette espèce est endémique du Guangxi en République populaire de Chine. Elle se rencontre sur les monts Dayao dans le xian autonome yao de Jinxiu dans la préfecture de Laibin.

## Description
Le triton à queue en pagaie a une taille de 13 à 17 cm. Il vit dans les ruisseaux de montagne et utilise sa large queue pour nager. Il fixe sur les rochers ses œufs.

## Publications originales
- Unterstein, 1930 : Beiträge zur Lurch- und Kriechtierfauna Kwangsis. 2. Schwanzlurche. Sitzungsberichte der Gesellschaft Naturforschender Freunde zu Berlin, vol. 1930, p. 313-315.
- Wu, Rovito, Papenfuss & Hanken, 2009 : A new species of the genus Paramesotriton (Caudata: Salamandridae) from Guangxi Zhuang Autonomous Region, southern China. Zootaxa, no 2060, p. 59-68.